# 게니우스
게니우스(라틴어: genius)는 고대 로마에서 개별 인물, 장소, 사물마다 붙어있다고 여겨진 수호신이다. 기독교의 수호천사와 비슷하게, 어떤 사람이 태어나서부터 죽을 때까지 따라다닌다고 한다. 특히 어떤 장소에 붙은 수호신, 터주를 게니우스 로키라고 했다.

## 같이 보기
- 다이몬
- 진 (신화)
- 카미
- 고대 로마의 종교
- 수호신